# Théophile Schuler
Pour les articles homonymes, voir Schuler.
Jules Théophile Schuler né le 18 juin 1821 à Strasbourg et mort le 26 janvier 1878 dans la même ville est un peintre, illustrateur et graveur français.
Fortement ancré dans la tradition alsacienne, ses illustrations de plusieurs œuvres de Jules Verne, Victor Hugo ou Erckmann-Chatrian, entre autres, ont contribué à sa notoriété bien au-delà de sa région natale.

## Biographie
Théophile Schuler est le fils de Daniel-Théophile Schuler, pasteur à l'église Saint-Nicolas de Strasbourg et de Marguerite Salomé Hoh.
Il a illustré de nombreux ouvrages des éditions Hetzel et a collaboré au Magasin pittoresque et à la Bibliothèque d'éducation et de récréation. En tant que peintre, il privilégia les sujets alsaciens.
Il a eu notamment pour élèves François-Émile Ehrmann et Émile Schweitzer.
Il est inhumé auprès de ses parents, au cimetière Saint-Gall de Strasbourg (Koenigshoffen).
À Strasbourg, le musée des Beaux-Arts, le musée historique et le cabinet des estampes conservent de nombreuses œuvres de l'artiste. Par ailleurs, la Société des amis des arts et des musées, établie depuis 1914 dans l'ancien appartement du graveur Charles Müller, rue des Serruriers, conserve 97 dessins et peintures ainsi que des nombreux albums de dessins. On y trouve également une partie de sa correspondance, notamment avec l'éditeur Hetzel.

## Œuvres

### Peinture

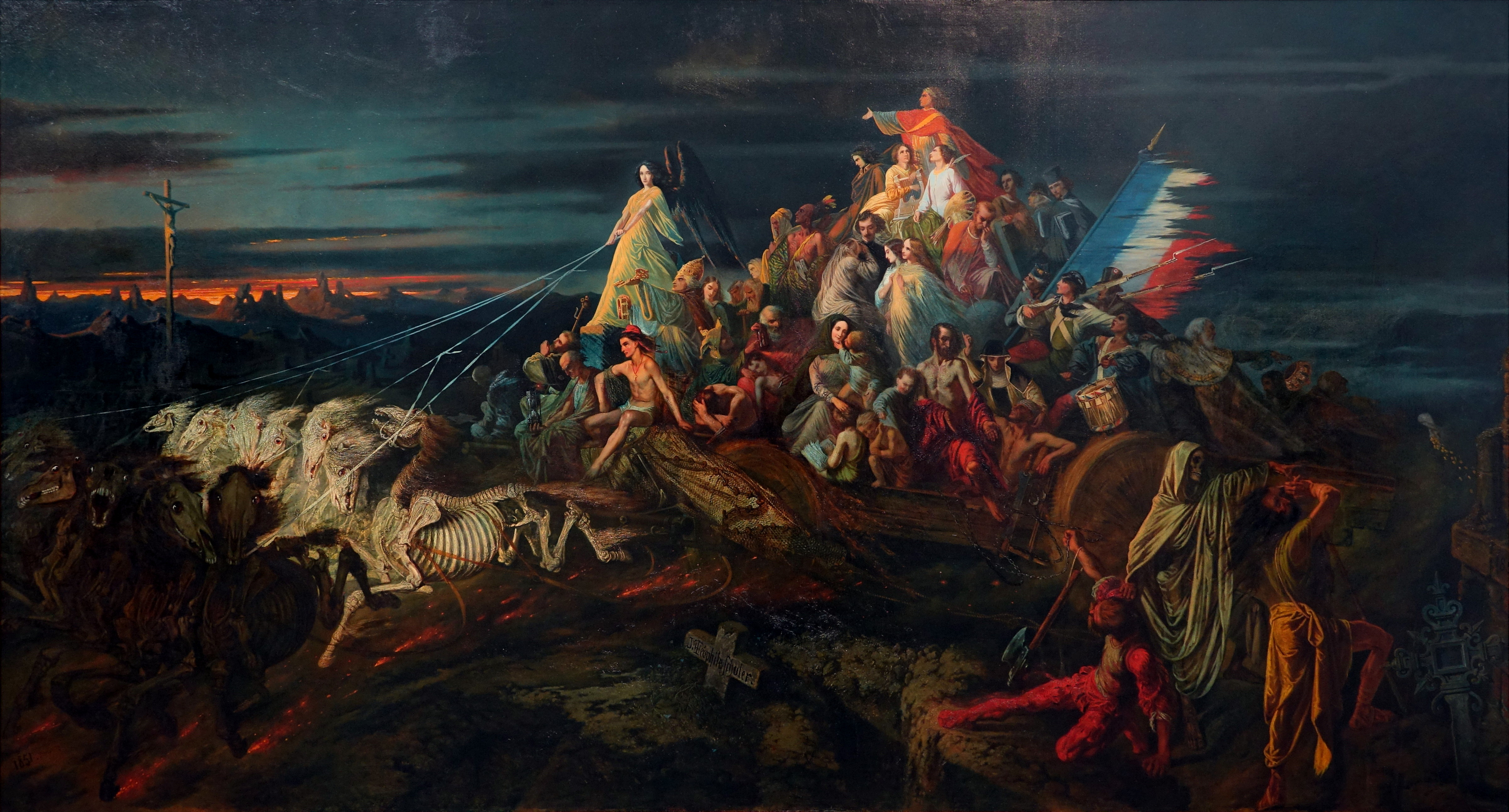
Le Char de la mort (1851), Colmar, musée Unterlinden.

- Colmar, musée Unterlinden : Le Char de la mort, 1851, huile sur toile[2].
- Strasbourg, cabinet des estampes et des dessins : fonds de dessins et d'estampes.

### Illustration
- Contes et Romans alsaciens, illustrés par Théophile Schuler et Riou, gravures par Pannemaker et Barbant, 1876.
- Histoire d'un paysan, 1789-1815 d'Erckmann-Chatrian, gravures par Pannemaker.
- Le Brigadier Frédéric, d'Erckmann-Chatrian, gravures par Pannemaker.
- Les Patins d'argent de Mary Mapes Dodge, adapté par P.-J. Stahl, 1875.
- Der Pfingstmontag (Le Lundi de Pentecôte) de Jean Georges Daniel Arnold, 1816.
- Das Strassburger Münster, 1817.
- Die Schlitter und Holzhauer aus den Vogesen oder Vier-und-zwanzig Stunden im Hohwald. Natur und Menschenskizzen von A. Gruen, mit 43 Original-Zeichnungen von Theophile Schuler, Albert Gruen, Théophile Schuler, Strasbourg, 1854.

Œuvres de Théophile Schuler conservées au cabinet des estampes et des dessins de Strasbourg
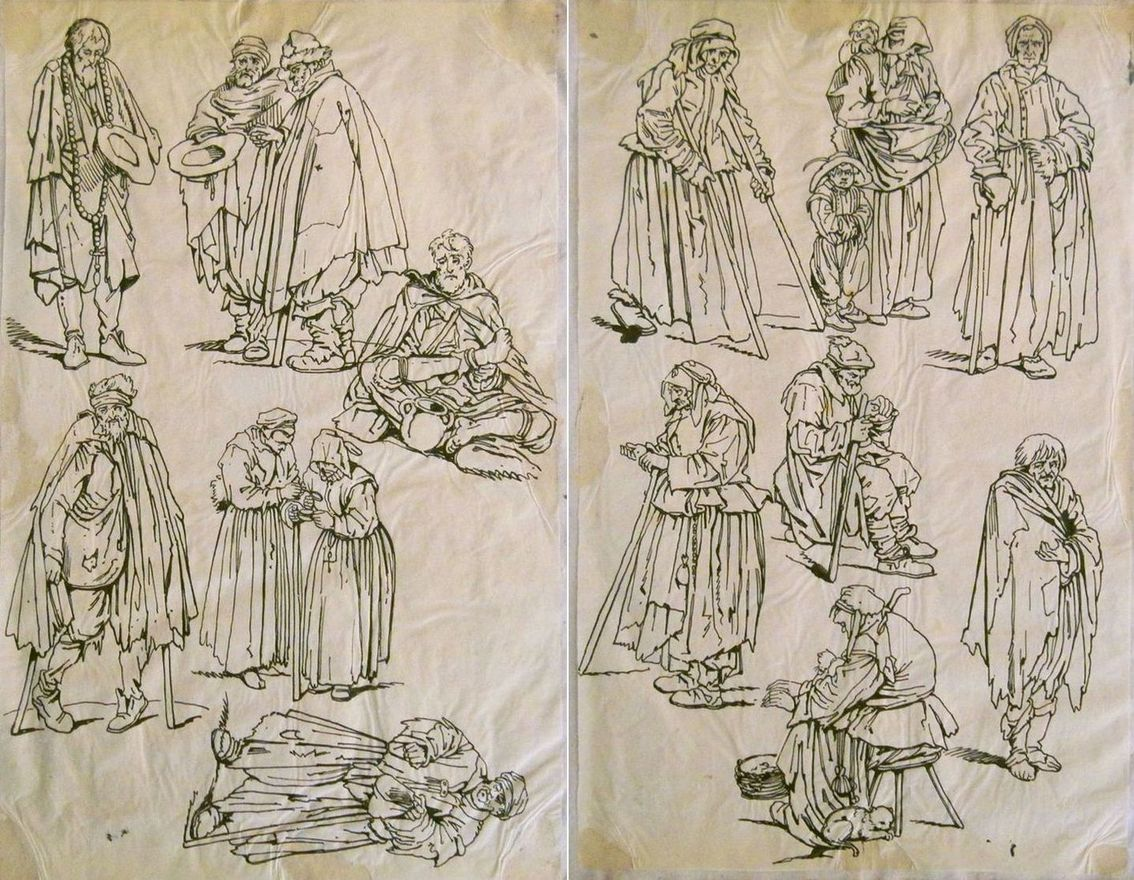
Relevés sur calque d'après Les Gueux de Jacques Callot, datant de la formation de l'artiste.
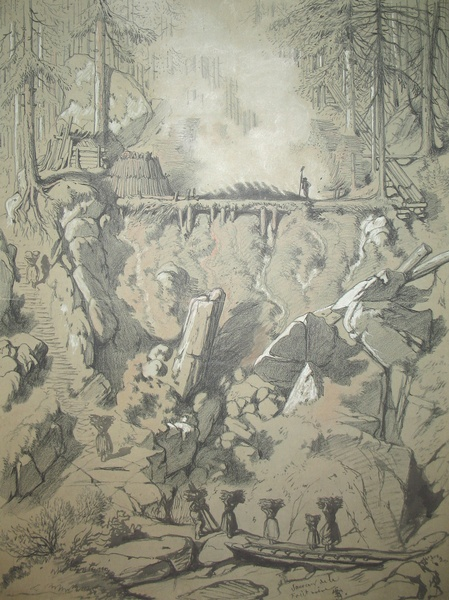
Bûcherons travaillant dans la Forêt-Noire.
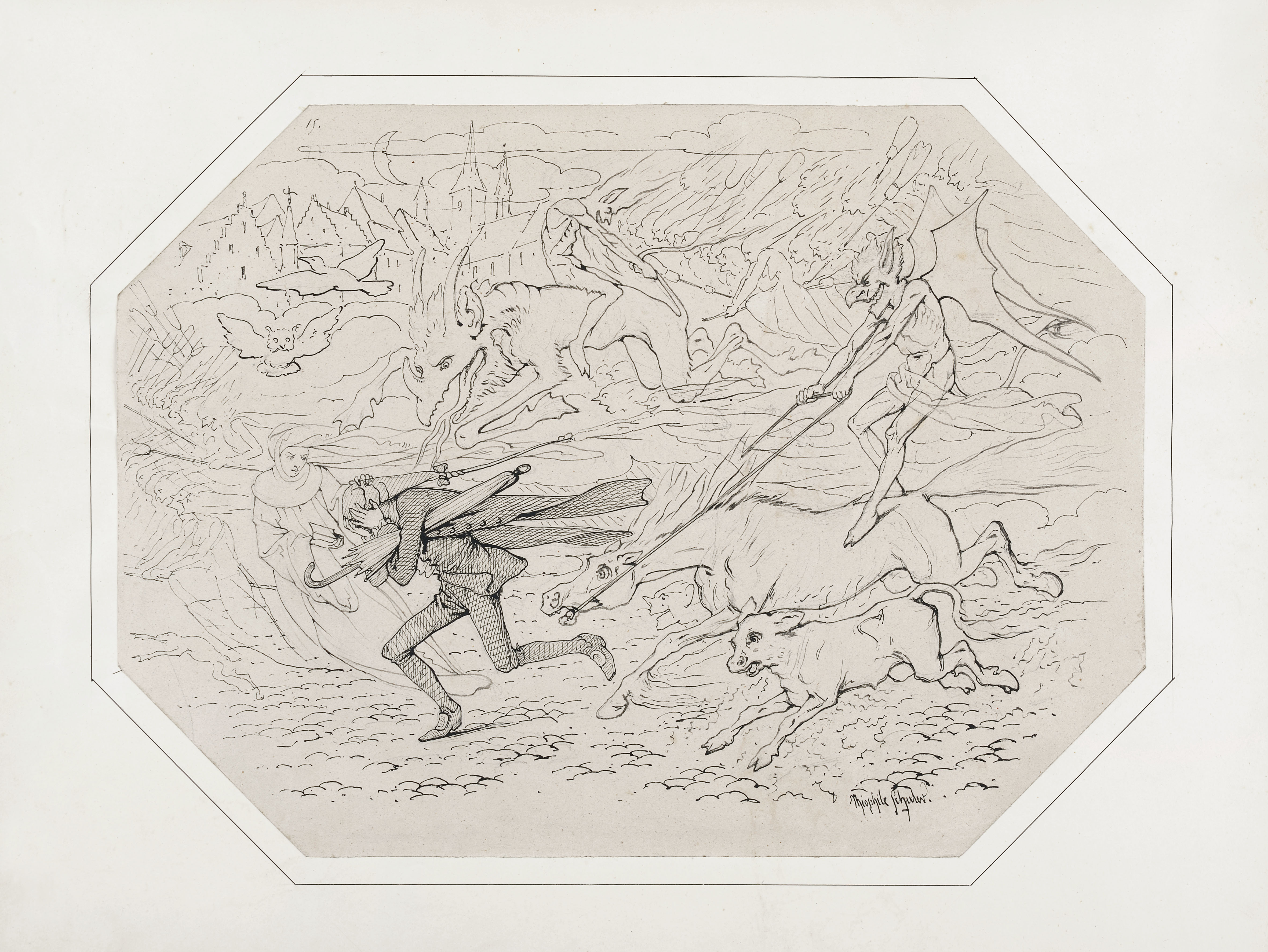
Dessin préparatoire pour Der Pfingstmontag de Jean Georges Daniel Arnold (1816).
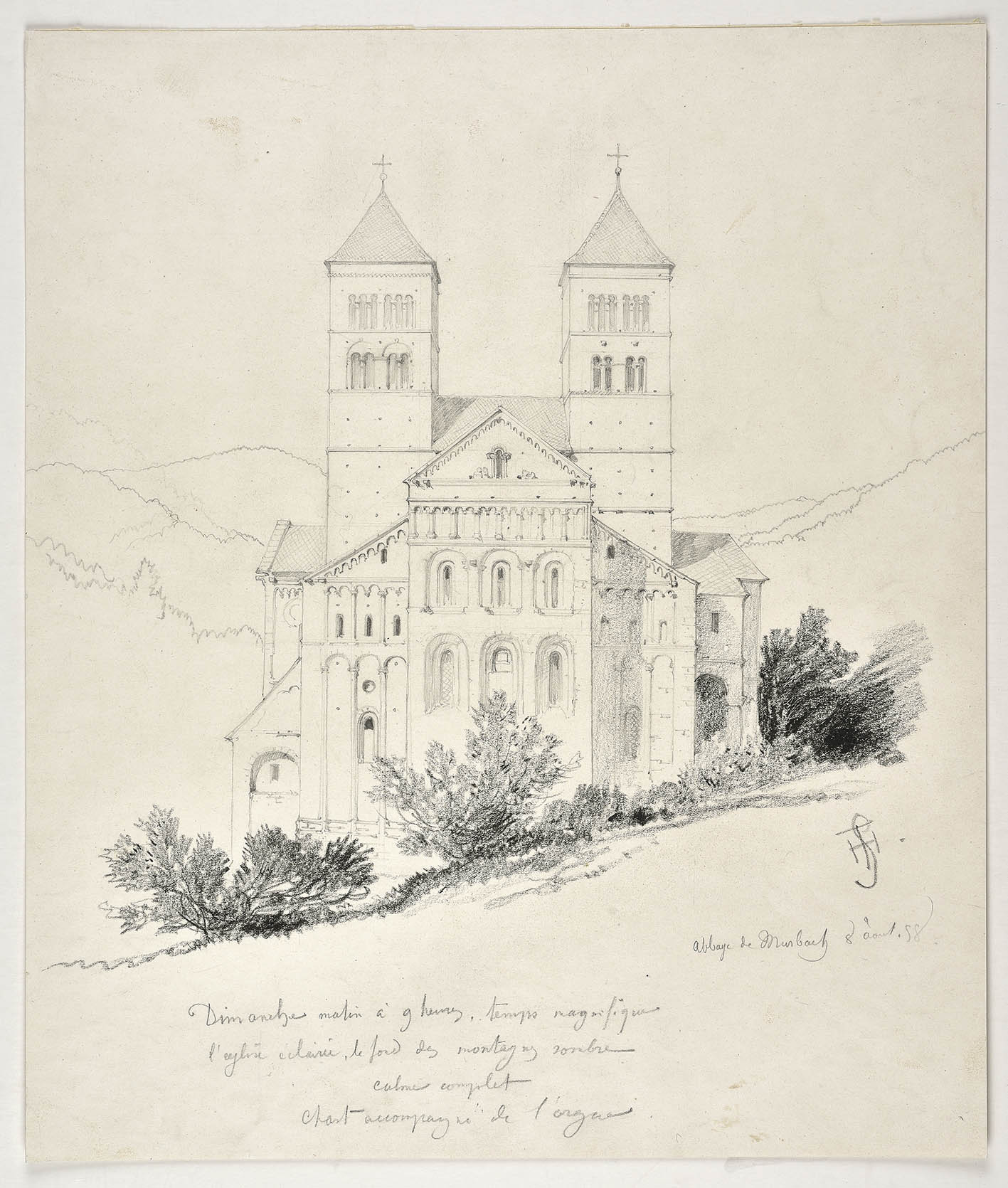
Abbaye de Murbach (1858), étude pour les illustrations du Pfingstmontag.
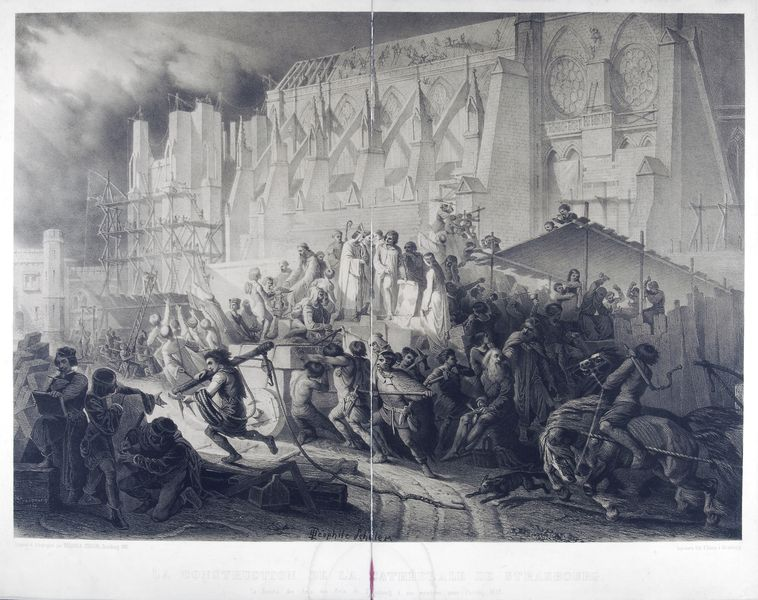
Le Chantier de construction de la cathédrale de Strasbourg (1850).
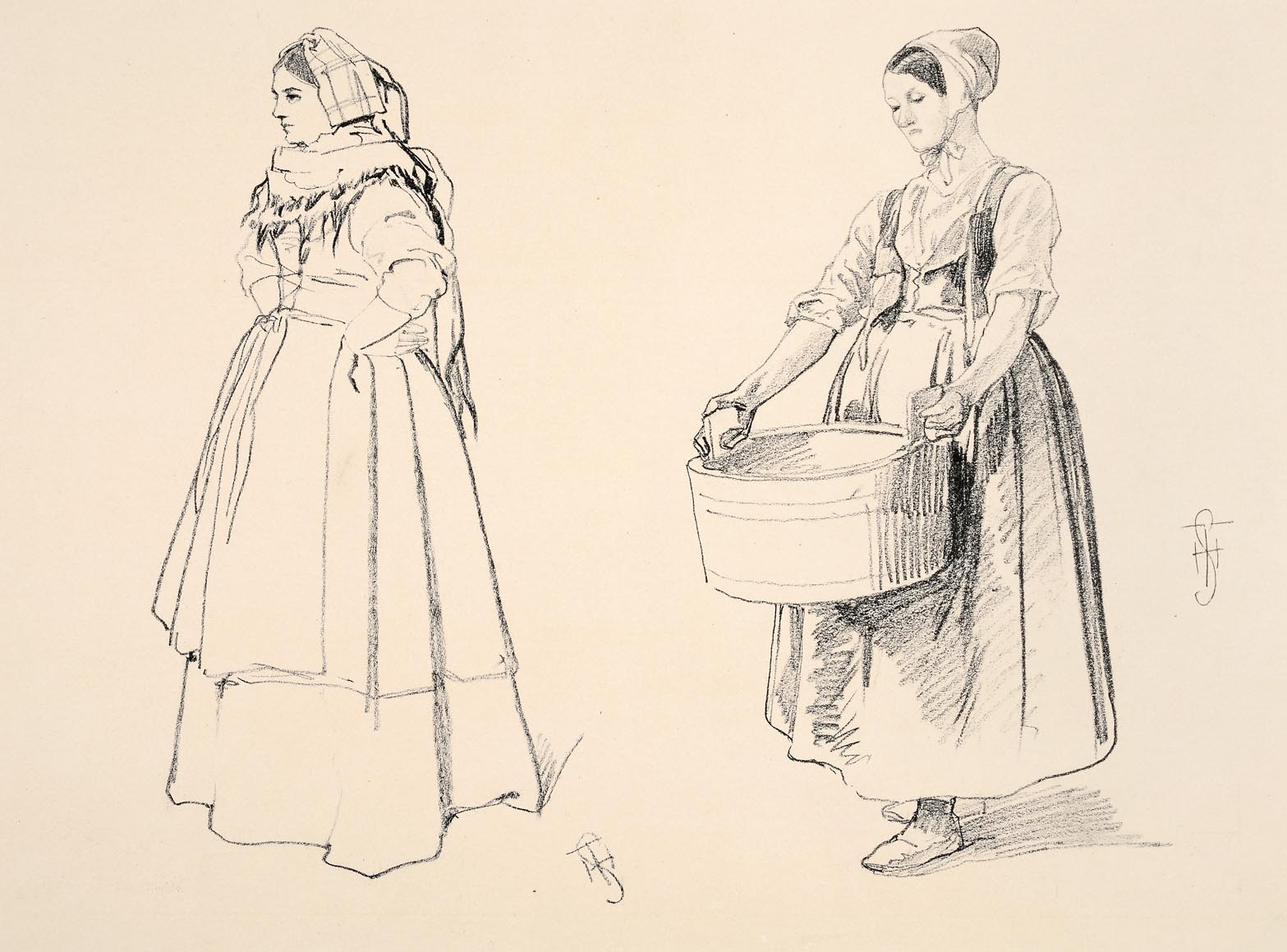
Deux alsaciennes en costume (vers 1858).
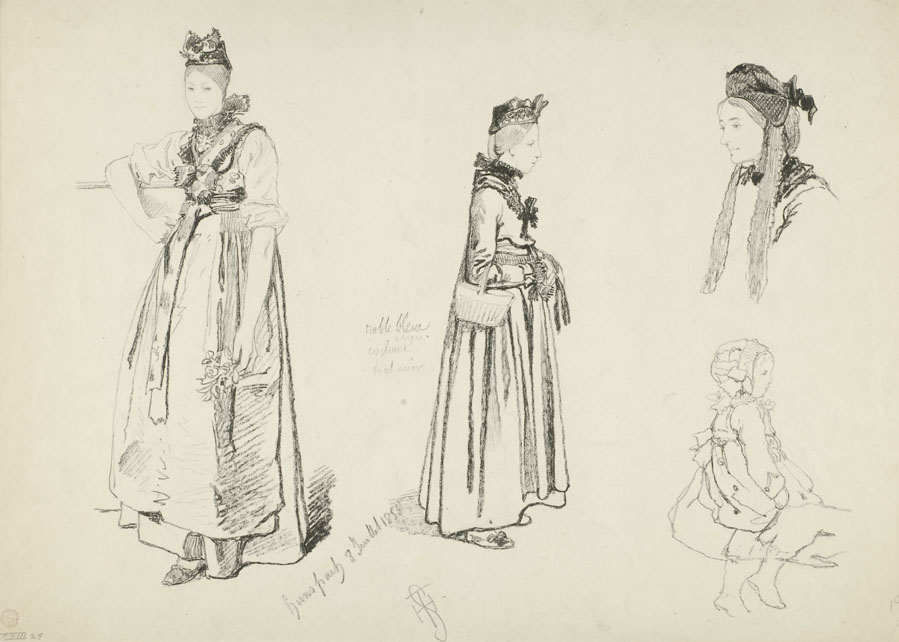
Études de costumes de Hunspach (1858).
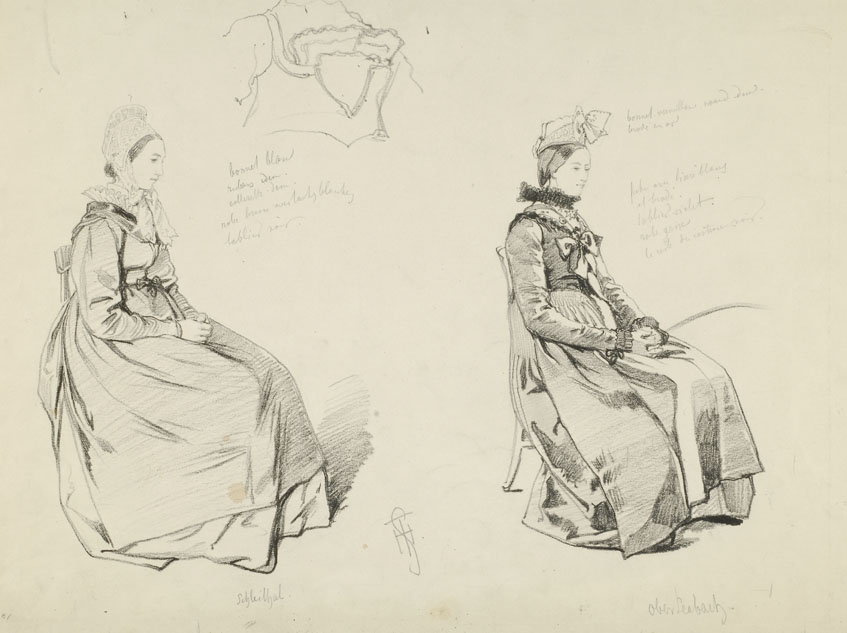
Études de costumes de Riedseltz (vers 1858).
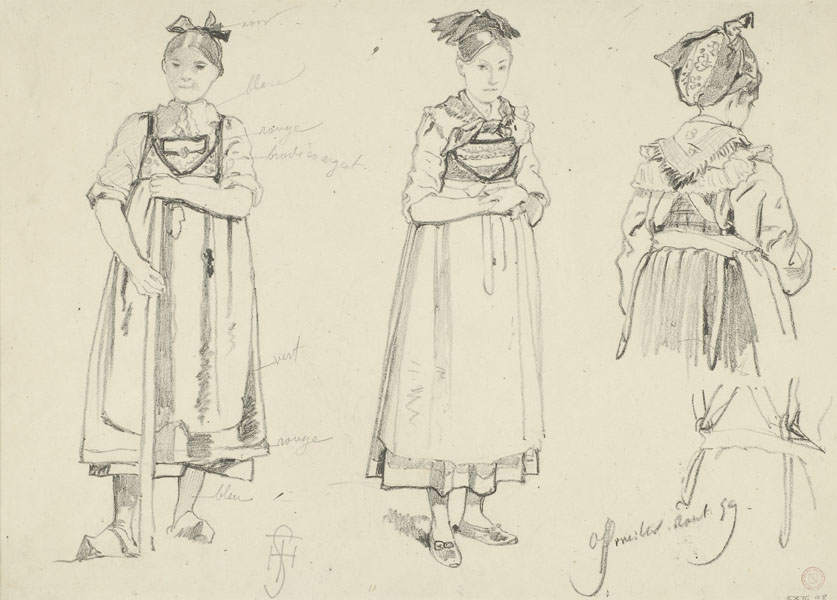
Études de costumes d'Offwiller (1859).

Illustrations pour Les Patins d'argent de Mary Mapes Dodge (1875)
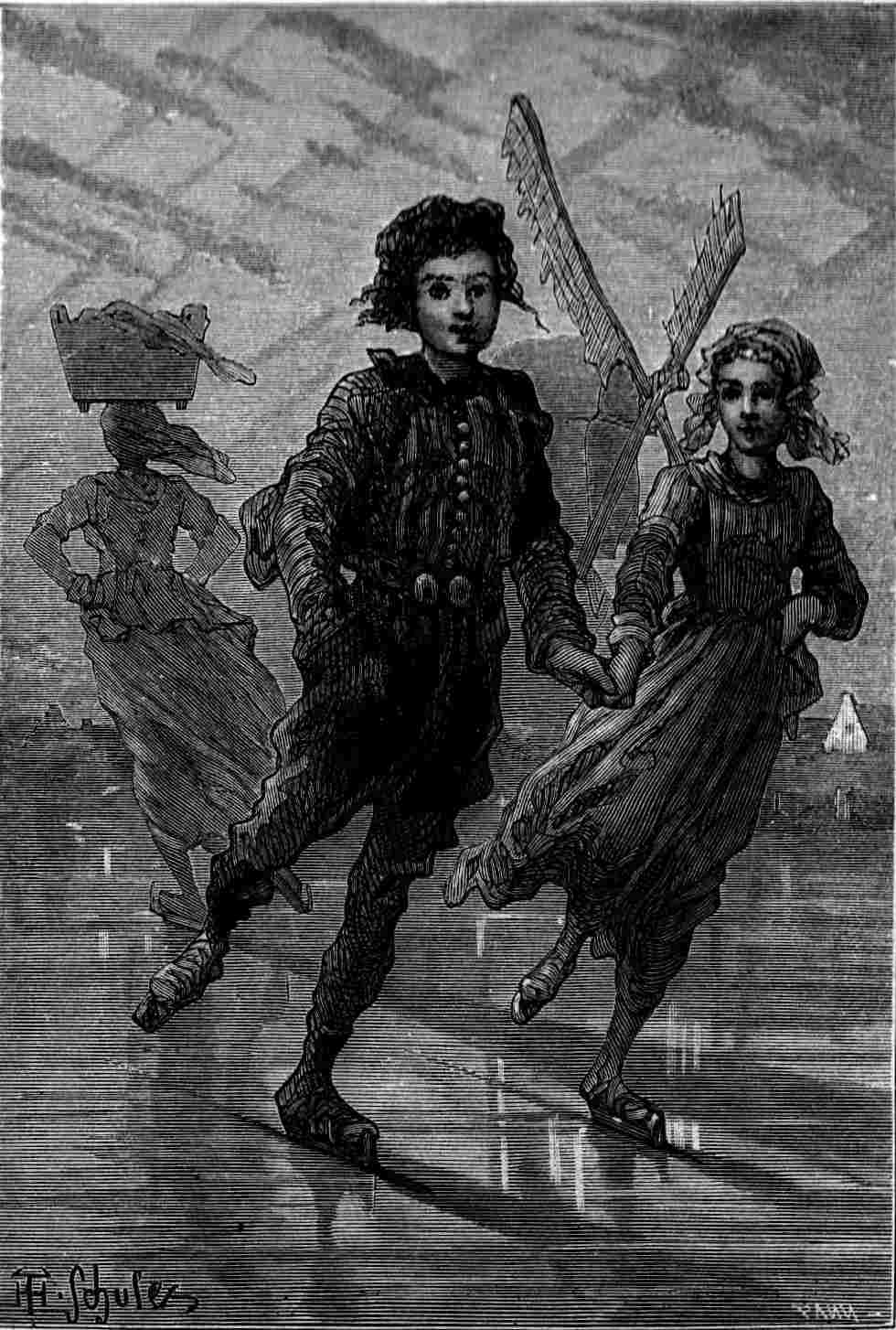
p. 5.
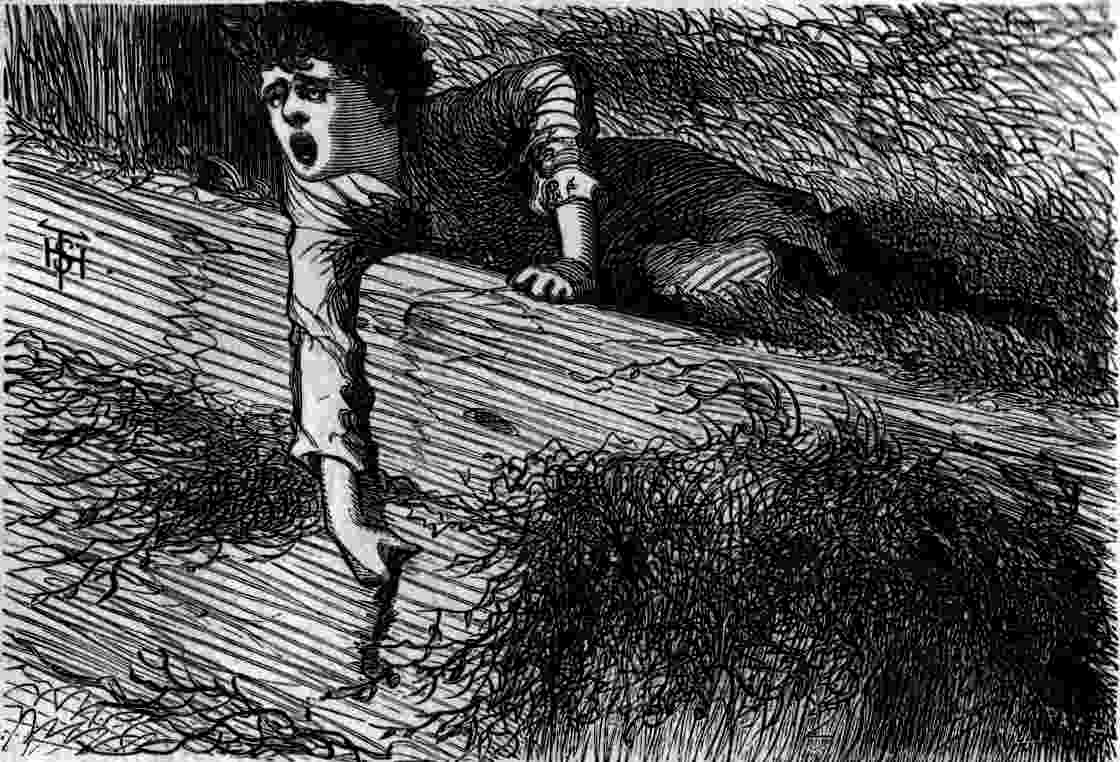
p. 123.
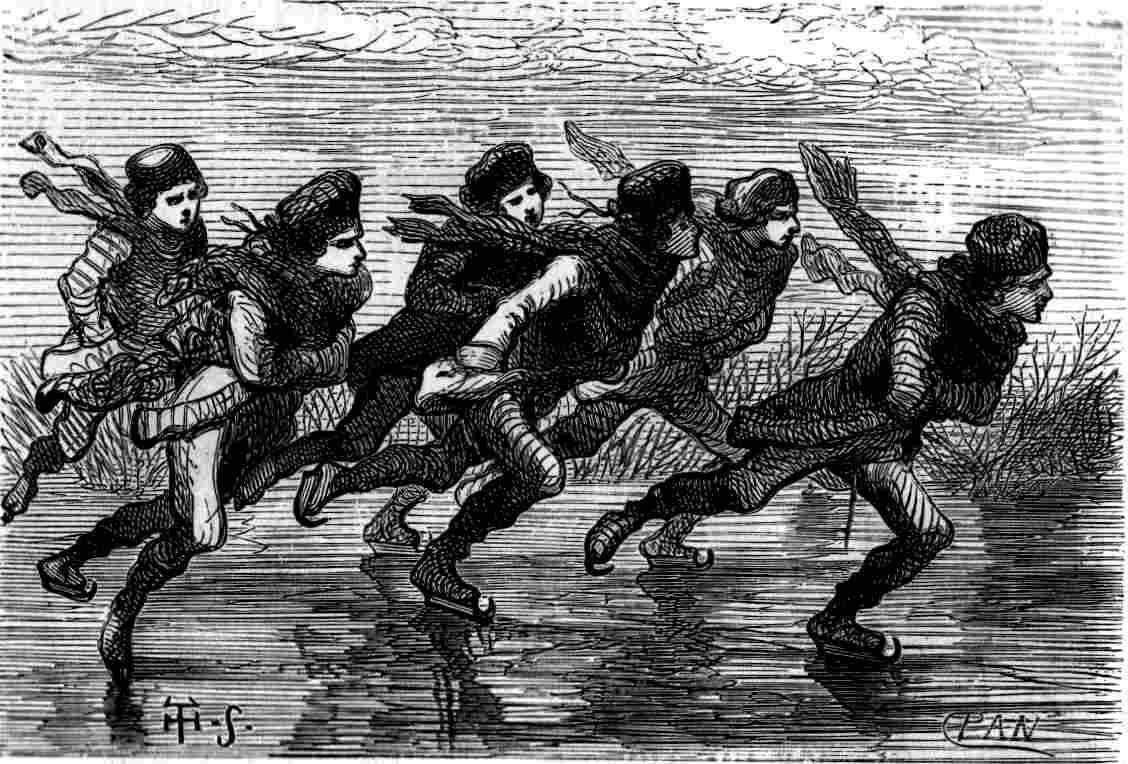
p. 181.
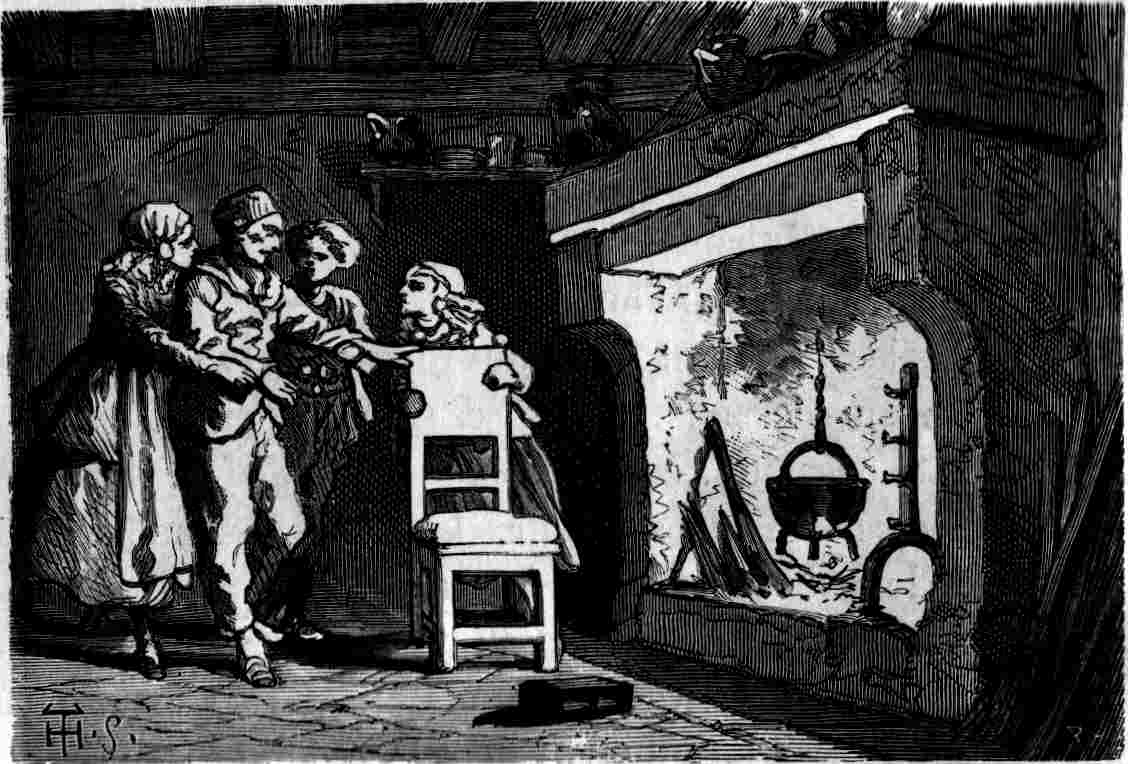
p. 221.

## Postérité
À Strasbourg, sur la place Saint-Étienne, le piédestal de la statue en bronze du Meiselocker (1910), attribuée à Ernest Weber, est orné du portrait en bas-relief de Théophile Schuler.
En 1929, la Société des amis des arts de Strasbourg fit apposer le médaillon en bronze réalisé par Auguste Bartholdi en 1853 sur la façade d'un immeuble strasbourgeois où Théophile Schuler a longtemps vécut, au 1, quai Saint-Nicolas.
Une rue de Strasbourg porte également le nom du peintre.
Un prix Théophile-Schuler est décerné chaque année par la Société des amis des arts et des musées de Strasbourg (SAAMS) à un artiste de moins de 35 ans travaillant et résidant en Alsace.

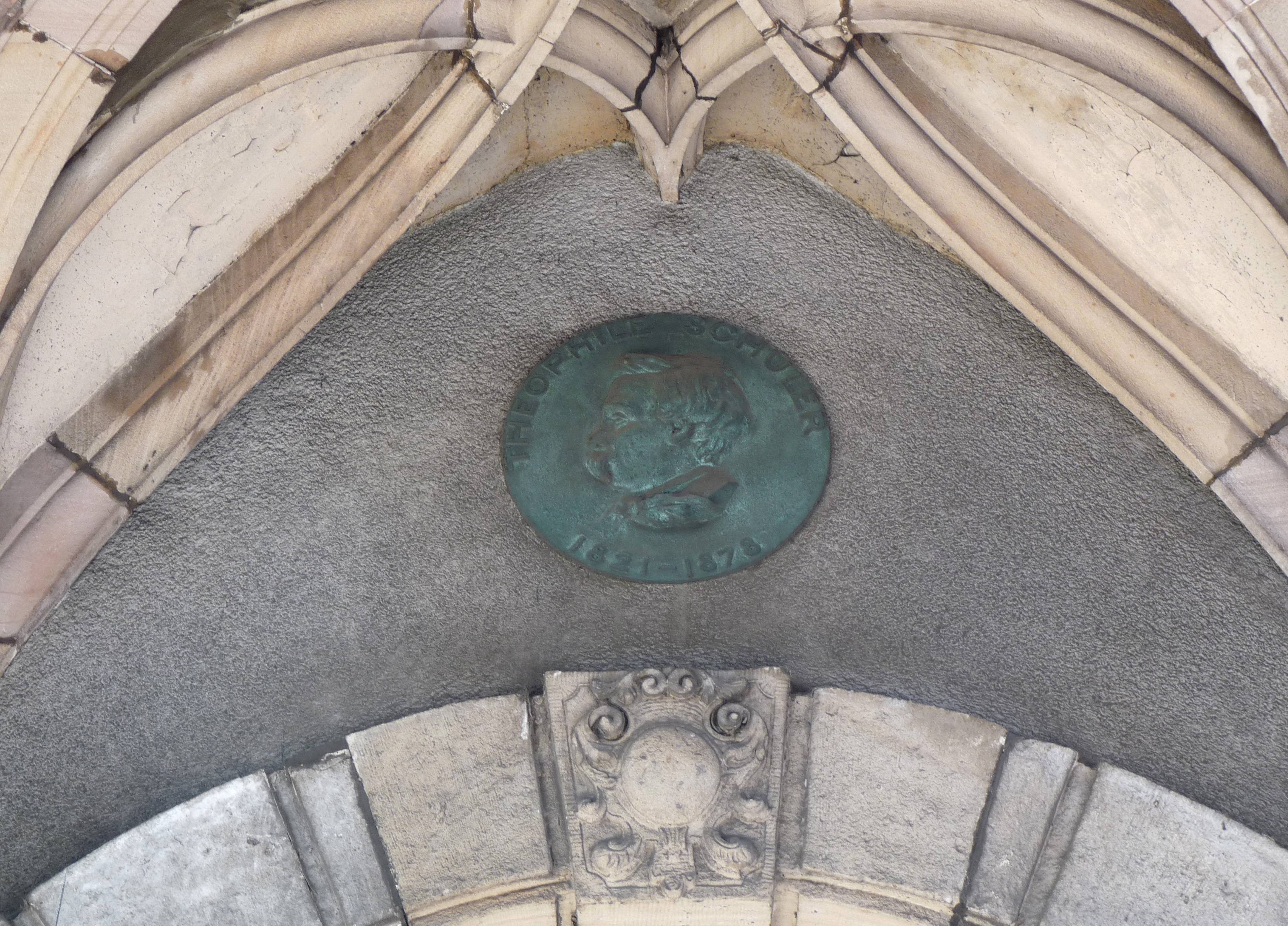
Auguste Bartholdi, Théophile Schuler (1853), médaillon, Strasbourg, 1, quai Saint-Nicolas.
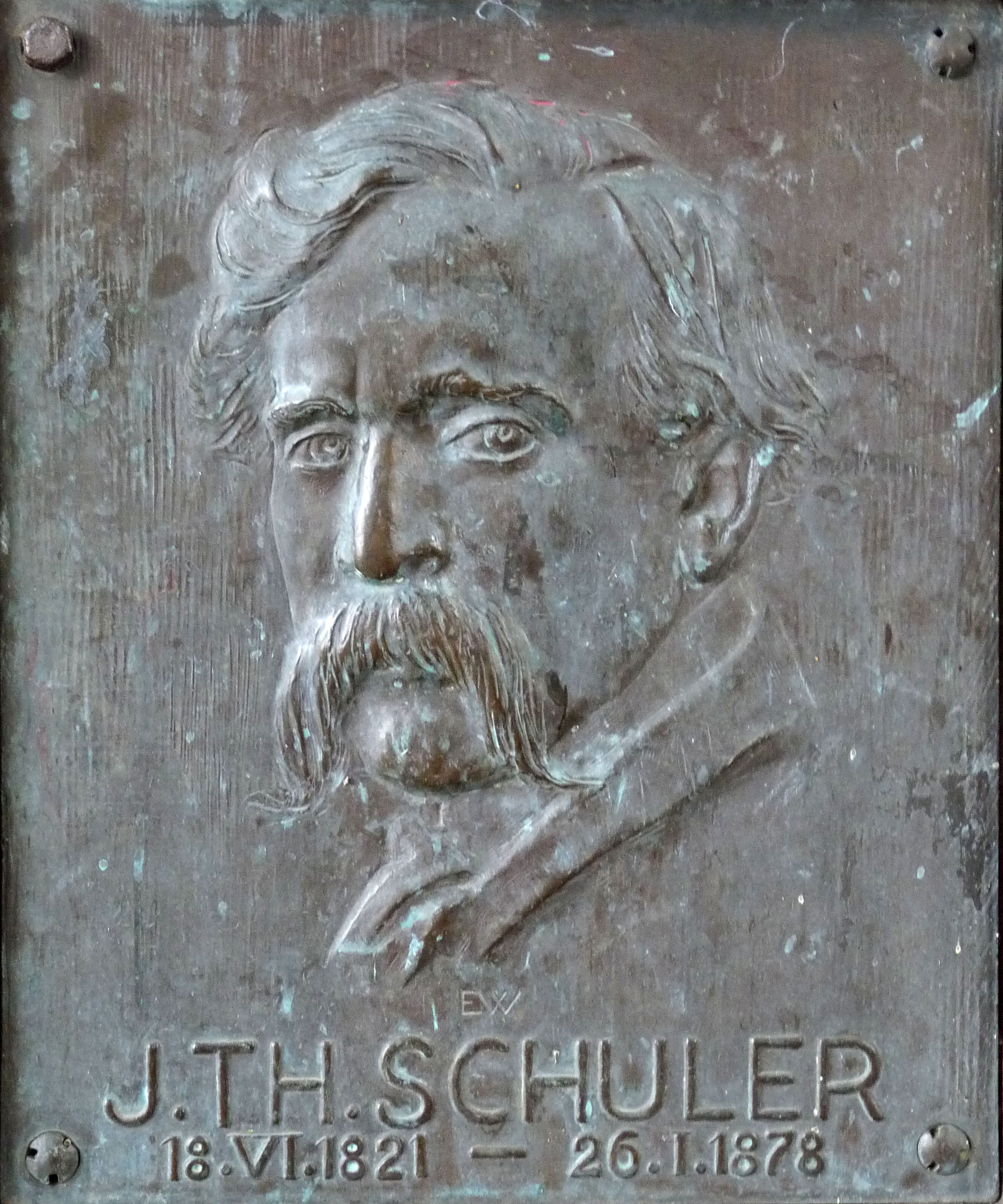
Attribué à Ernst Weber, Théophile Schuler, bas-relief ornant le piédestal de la Statue du Meiselocker (1910), Strasbourg, place Saint-Étienne.